# Gmina Novi Grad (Federacja Bośni i Hercegowiny)
Gmina Novi Grad (boś. Općina Novi Grad) – gmina w Bośni i Hercegowinie, w kantonie sarajewskim. W 2013 roku liczyła 118 553 mieszkańców.